# القيف (إب)

تعديل مصدري - تعديل

القيف هي إحدى قرى عزلة حرد بمديرية إب التابعة لمحافظة إب، بلغ تعداد سكانها 312 نسمة حسب تعداد اليمن لعام 2004.